# Patrick Bosso
Pour les articles homonymes, voir Bosso.
Patrick Bosso, né le 12 octobre 1962 à Marseille, est un humoriste et acteur français.

## Biographie

### Enfance
Patrick Bosso est né à la maternité de la Belle de Mai, aujourd'hui fermée, de parents italiens immigrés en France. Il a grandi dans le quartier du Panier, un des plus vieux de Marseille, puis a déménagé dans les quartiers nord, dans la cité HLM « Les Lauriers ».
Son père  travaillait au chantier naval du port de Marseille. Dans un épisode de l'émission Vis ma vie Patrick réessaie le métier de son père, qu'il a lui-même exercé pendant un an. Son père est le cousin germain de Tany Zampa (1933-1984), truand marseillais.

### Carrière
Patrick Bosso commence un BEP plomberie, qu'il abandonne pour préparer le concours d'entrée à l'Institut régional d'administration. Puis, il essaie des petits boulots : coursier sur le Vieux-Port de Marseille, livreur de bière, plongeur au restaurant municipal, employé de mairie, serveur en brasserie ; plus tard, à Paris, chasseur à Pigalle, vendeur de T-shirts et de programmes dans les concerts de Madonna, Roch Voisine, ou Michel Sardou,
En 1989, il prend des cours de théâtre avec Niels Arestrup qui le dirige rapidement vers le one-man-show. En pleine célébration du bicentenaire de la Révolution, il fait ses débuts en solo dans C’est méchant au  théâtre Marie Stuart avec le soutien financier d’Éric Cantona. À la suite de cet échec cuisant, il décide de tirer provisoirement le rideau sur cette activité et en reprend, momentanément, d’autres diverses... En 1995, il revient sur scène avec Et voilà au théâtre de Dix Heures. Son premier spectacle s'appelle Qui ?!? Moi !?! et est présenté dans la petite salle du Palais des Glaces.
Il présente en 1997 le spectacle Les talons devant qui le fait connaître du grand public.
Il anime de septembre à octobre 1998 La Grosse émission sur la chaîne Comédie ! avec la complicité des Robins des Bois. C'est d'ailleurs Pierre-François Martin-Laval, dit Pef, un ex-Robins des Bois, qui met en scène son deuxième spectacle Bosso exagère trop ! en 2000 au Palais des Glaces.
En 2002 sort Le spectacle de ma vie, qui le fait jouer pour la première fois à l'Olympia les 20 et 21 octobre 2003.
Il fait des apparitions dans toutes sortes de téléfilm entre deux spectacles. En 2003 est diffusée la mini-série Hep Taxi !, réalisé par Frédéric Berthe et dont Bosso est l'acteur principal.
En novembre 2005, Bosso présente son spectacle Du Bonheur (sorti en DVD en 2007).
Le 17 janvier 2009, il présente sur la scène de la Comédie de Paris, son nouveau one-man-show La courte échelle (sorti en DVD en 2010).
En 2016, il tient le rôle principal du film Marseille de Kad Merad.

### Vie privée
En 2008, il a été en couple avec Rebecca Hampton, alias Céline dans la série marseillaise Plus belle la vie.

## Spectacles
- 1991 : Bosso c'est méchant de Patrick Bosso
- 1992 : Oh ! Bonne Mère de Patrick Bosso, Théâtre de la Renaissance
- 1994 : Et voilà !!! de Patrick Bosso, Théâtre de Dix Heures
- 1995 : Qui ?? Moi ! de Patrick Bosso et Alexandre Pesle, Palais des Glaces
- 1995 :  Brèves de comptoir de Jean-Marie Gourio, mise en scène Jean-Michel Ribes, Théâtre des Célestins
- 1997 : Les Talons devant de Patrick Bosso et Jean-Michel Ribes, mise en scène Jean-Michel Ribes, Pépinière Théâtre
- 2000 : Bosso exagère trop ! de Patrick Bosso, mise en scène Pierre-François Martin-Laval, Palais des Glaces
- 2002 : Le Spectacle de ma vie
- 2006 : Du bonheur de Patrick Bosso, mise en scène Jean-Marie Gourio, La Cigale, Comédie de Paris
- 2009 : La Courte Échelle de Patrick Bosso, mise en scène Gil Galliot, Comédie de Paris
- 2012 - 2013 : K Marseille
- 2016 : Acting de Xavier Durringer, Théâtre des Bouffes-Parisiens
- 2019  : Sans Accent de Patrick Bosso

- 2021  : Dernier Round de Patrick Bosso

## Filmographie

### Acteur

#### Cinéma
- 1983 : Le Marginal de Jacques Deray (figuration)
- 1996 : Didier d'Alain Chabat (figuration)
- 1997 : Question d'honneur de Richard Aujard (court métrage)
- 1998 : Grève party de Fabien Onteniente
- 1998 : Comme une bête de Patrick Schulmann
- 1999 : Les Collègues de Philippe Dajoux : José
- 2001 : La Grande Vie ! de Philippe Dajoux : l'ange fonctionnaire
- 2007 : Sans arme, ni haine, ni violence de Jean-Paul Rouve : le truand n° 1
- 2008 : Bienvenue chez les Ch'tis de Dany Boon : le motard de la gendarmerie
- 2009 : Un homme et son chien de Francis Huster : un voyageur du tramway
- 2011 : La Fille du puisatier de Daniel Auteuil : le garçon au café
- 2012 : Cassos de Philippe Carrese : patron de bar
- 2012  : Mais qui a retué Pamela Rose ? de Kad Merad et Olivier Baroux
- 2016 : Marseille de Kad Merad : Joseph Amato, frère de Paolo, père de Diego
- 2016  : Retour chez ma mère d'Éric Lavaine
- 2018 : Le Gendre de ma vie de François Desagnat

#### Télévision
- 2004 : Zodiaque de Claude-Michel Rome : l'inspecteur Spagnolo
- 2005 : Mes deux maris d'Henri Helman : Fabien
- 2006 : Le Maître du Zodiaque de Claude-Michel Rome : l'inspecteur Spagnolo
- 2007 : L'arche de Babel de Philippe Carrese : l'adjudant Leccia
- 2009 : Contes et nouvelles du XIXe siècle : Les trois messes basses de Jacques Santamaria
- 2011 : Le Bon Samaritain de Bruno Garcia
- 2019 : Léo Matteï, Brigade des mineurs : Franck Perrier (saison 6, épisode 1 : Question de goût)

### Réalisateur et scénariste
- 1999 : Rien ne sert de courir (court métrage)

## Publication
- Melon et Melèche : le grand concours, éditions Albin Michel, 2001  (ISBN 978-2840986898)